# Škvaranska
 Škvaranska  (olaszul: Squaransca) falu Horvátországban, Isztria megyében. Közigazgatásilag Rašához tartozik.

## Fekvése
Az Isztria délkeleti részén, Labintól 16 km-re, községközpontjától 14 km-re délre fekszik.

## Története
1880-ban 44, 1910-ben 83 lakosa volt. Az első világháború után Olaszországhoz került. A második világháború után Jugoszlávia része lett. Jugoszlávia felbomlása után 1991-ben a független Horvátország része lett. 2011-ben a falunak 5 lakosa volt.

## Lakosság
| Lakosság változása | Lakosság változása | Lakosság változása | Lakosság változása | Lakosság változása | Lakosság változása | Lakosság változása | Lakosság változása | Lakosság változása | Lakosság változása | Lakosság változása | Lakosság változása | Lakosság változása | Lakosság változása | Lakosság változása | Lakosság változása |
| ------------------ | ------------------ | ------------------ | ------------------ | ------------------ | ------------------ | ------------------ | ------------------ | ------------------ | ------------------ | ------------------ | ------------------ | ------------------ | ------------------ | ------------------ | ------------------ |
| 1857               | 1869               | 1880               | 1890               | 1900               | 1910               | 1921               | 1931               | 1948               | 1953               | 1961               | 1971               | 1981               | 1991               | 2001               | 2011               |
| 0                  | 0                  | 44                 | 54                 | 60                 | 83                 | 0                  | 0                  | 67                 | 47                 | 34                 | 14                 | 18                 | 4                  | 5                  | 5                  |